# گلوگونگ
گلوگونگ (به صربی: Glogonj) یک روستا در صربستان است که در ناحیه بانات جنوبی واقع شده‌است. گلوگونگ ۴۲٫۷۷ کیلومتر مربع مساحت و ۳٬۰۱۲ نفر جمعیت دارد.